# Nemicolopterus
A Nemicolopterus a pterodactyloidea pteroszauruszok egyik neme, melyről 2008-ban készült leírás. Egyetlen ismert faja a típusfaj, az N. crypticus. A Jehol-biótában élt 120 millió évvel ezelőtt. Szárnyfesztávolsága valamivel 25 centiméter alatt maradt, így kisebb volt a többi pterosaurusnál, de még egyes fajok fiókáinál is. A példány nem volt teljesen kifejlett, de Wang Xiao-lin (Vang Hsziao-lin) és szerzőtársai (2008-ban) ismertették az összeforrott csontok számát, valamint a lábujjak, a hasi bordák és a szegycsont elcsontosodásának mértékét, ami arra utal, hogy inkább majdnem kifejlett egyed volt, mint fióka.
Darren Naish a blogján kijelentette, hogy az a tény, hogy a pteroszauruszok nagymértékben fészekhagyók voltak, azt eredményezhette, hogy az összeforrás és az elcsontosodás nagyon korán végbement, ezért lehetséges, hogy a Nemicolopterus valójában csak egy Sinopterus fióka.

## Etimológia
A nem jelentése 'szárnyas erdőlakó', az ógörög nemosz 'erdő', ikolosz 'lakó' és pterosz 'szárny' szavak összetételéből, a faj neve pedig krüptosz 'rejtett' szóból származik.

## Felfedezés
A N. crypticus egyetlen fosszília, az IVPP V-14377 jelzésű lelet alapján ismert, amely Kínában, a pekingi Gerinces Őslénytani és Paleoantropológiai Intézet gyűjteményében található. A példányt az apti korszakban (120 millió évvel ezelőtt) keletkezett Jiufotang (Csiufotang) Formációban fedezték fel, az északkelet-kínai Liaoning tartomány nyugati részén, Jianchang (Csiencsang) megyében, egy Yaolugou (Jaolukou) nevű falu területén.

## Osztályozás
A Nemicolopterus egy fogatlan pterosaurida. Wang és szerzőtársai (2008-ban) kijelentették, hogy kezdetleges átmenetet képez a fogas ornithocheiroidea és a gyakran fogatlan dsungaripteroidea pteroszauruszok között. Bár a Nemicolopterus apró méretű volt, a csoportja tagjai közül kerültek ki a valaha élt legnagyobb repülő állatok, mint például a Quetzalcoatlus.

## Ősbiológia
Emellett a Nemicolopterus ujjai és karmai egyértelműen a faágak megragadásához alkalmazkodtak. A legtöbb pterosaurus tengeri üledékekből ismert, ami azt jelenti, hogy valószínűleg az óceánon halásztak és a közeli partokon vagy szirteken szálltak le. Másfelől a Nemicolopterus a kevés ismert pterosaurus egyike, amely a kontinens belsejében élt, és valószínűleg rovarokra vadászott és az erdő lombkoronájában pihent. Megjegyzendő, hogy a kortárs pterosaurus fejlődési vonal, a Tapejaridae család (amibe a Sinopterus is tartozik, amely talán a Nemicolopterus szinonimája) nagymértékben alkalmazkodott a mászáshoz.

## Fordítás
- Ez a szócikk részben vagy egészben a Nemicolopterus című angol Wikipédia-szócikk ezen változatának fordításán alapul.  Az eredeti cikk szerkesztőit annak laptörténete sorolja fel. Ez a jelzés csupán a megfogalmazás eredetét és a szerzői jogokat jelzi, nem szolgál a cikkben szereplő információk forrásmegjelöléseként.